# Brdovec
Brdovec falu és község Horvátországban Zágráb megyében. Közigazgatásilag Donji Laduč, Drenje Brdovečko, Gornji Laduč, Harmica, Javorje, Ključ Brdovečki, Prigorje Brdovečko, Prudnice, Savski Marof, Šenkovec, Vukovo Selo és Zdenci Brdovečki települések tartoznak hozzá.

## Fekvése
Zágráb központjától 18 km-re északnyugatra a Száva völgyében a Veliki Vrh nevű magaslat déli lábánál a Zágrábot Ljubljanával összekötő főút és vasútvonal mellett fekszik.

## Története
Brdovec plébániája az egyik legrégibb a Zágrábi főegyházmegye területén, 1334-ben alapították, amikor „ecclesia sancti Viti de Krapina” néven említik. A plébániatemplom egykor azon a magaslaton volt, ahol ma a marija goricai plébánia területéhez tartozó Szent Kereszt kápolna áll. Később a plébánia központját áthelyezték a síkságra, ahol 1679-ben felépítették a mai plébániatemplomot. A plébánia egykor a mainál jóval nagyobb területet foglalt magában, mivel ide tartozott a marija goricai, a zaprešići és részben a rozgai és a pušćai plébánia területe is. A mai terület a Száva völgyében Zaprešić városától a Szutla-folyóig, a tulajdonképpeni szlovén határig terjedő vidéket öleli fel.
A település 1454-ben „Berdouecz possessio” néven szerepel. 1501-ben plébánosát említik „plebanus Sancti Viti in Berdowcz” alakban. A települést 1520-ban „Berdonocz”, 1535-ben „Berdowcz possessio”, 1682-ben „Berdoucz” néven említik. 1718-ban „Berdouecz” néven szerepel.
Brdovec első népiskolája 1854-ben nyitotta meg kapuit. Alapításában a legnagyobb érdemei az akkori plébánosnak a mai iskola névadójának Pavao Belasnak voltak aki a Matica Hrvatska egyik alapítója is volt. Első tanítója Stjepan Zagozda volt állandó éves fizetéssel. Ötven évig a zaprešići gyerekek is ide jártak iskolába, amíg 1904-ben fel nem épült saját oktatási intézményük. Azóta megfordult a helyzet, mert ma a brdoveci négyosztályos alapiskola a zaprešići Antun Augustinčić alapiskola területi iskolájaként működik.
A település kedvező fekvésének és a főváros közelségének köszönhetően ma ez az ország egyik legdinamikusabban fejlődő területe. Lakosságának száma az utóbbi ötven évben megháromszorozódott. 1857-ben 470, 1910-ben 466 lakosa volt. Trianon előtt Zágráb vármegye Zágrábi járásához tartozott. 2011-ben a falunak 2794, a községnek összesen 11143 lakosa volt.

## Lakosság

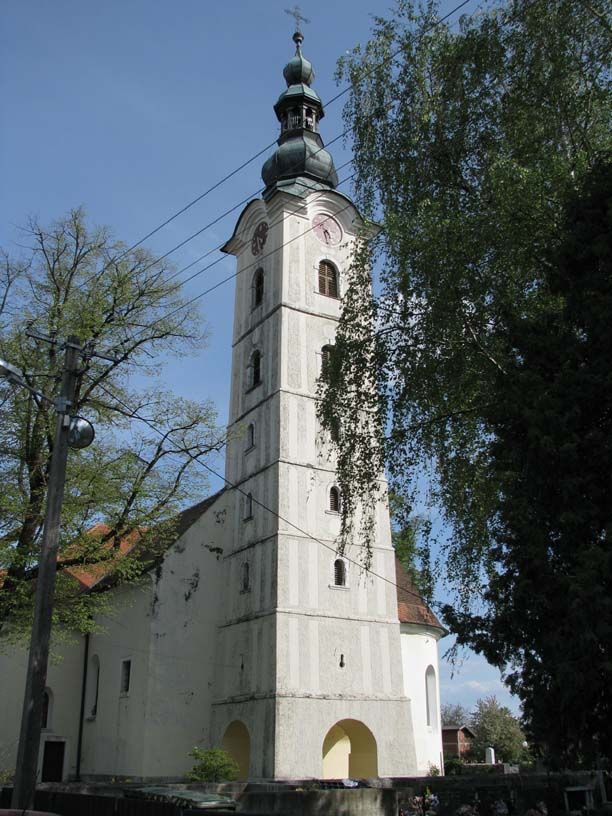
A Szent Vid plébániatemplom

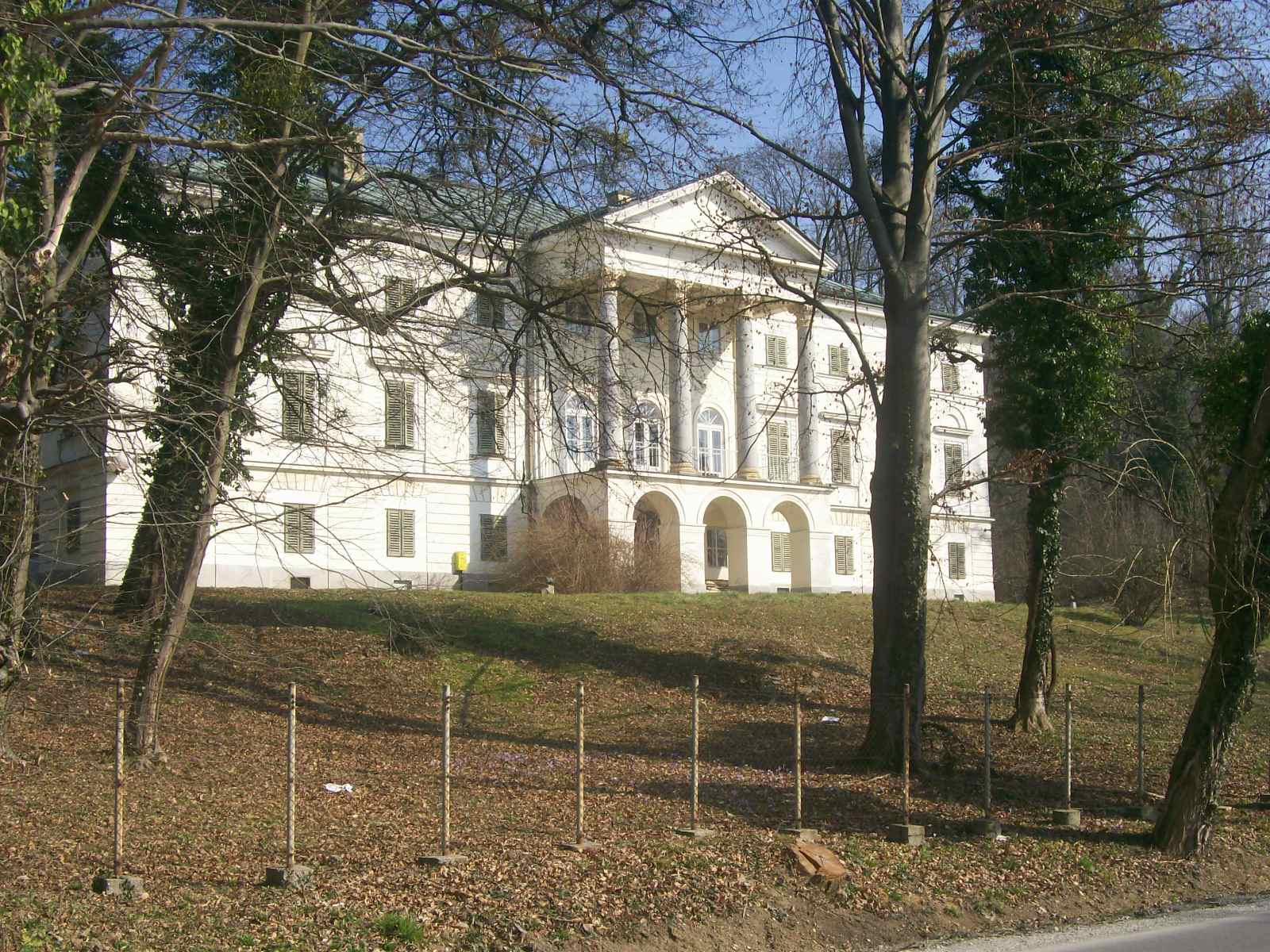
Januševec kastélya

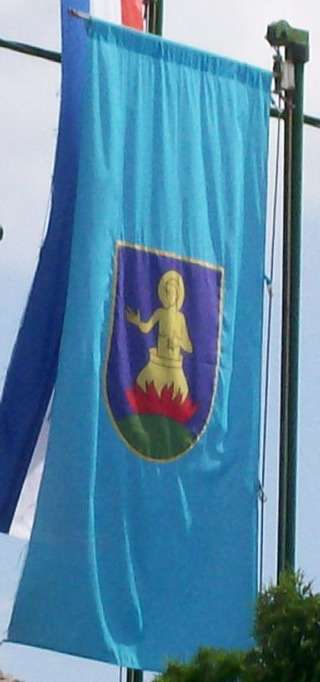
A község zászlaja

| Lakosság változása | Lakosság változása | Lakosság változása | Lakosság változása | Lakosság változása | Lakosság változása | Lakosság változása | Lakosság változása | Lakosság változása | Lakosság változása | Lakosság változása | Lakosság változása | Lakosság változása | Lakosság változása | Lakosság változása | Lakosság változása |
| ------------------ | ------------------ | ------------------ | ------------------ | ------------------ | ------------------ | ------------------ | ------------------ | ------------------ | ------------------ | ------------------ | ------------------ | ------------------ | ------------------ | ------------------ | ------------------ |
| 1857               | 1869               | 1880               | 1890               | 1900               | 1910               | 1921               | 1931               | 1948               | 1953               | 1961               | 1971               | 1981               | 1991               | 2001               | 2011               |
| 470                | 343                | 394                | 408                | 462                | 466                | 497                | 566                | 652                | 703                | 827                | 1052               | 1634               | 1901               | 2310               | 2794               |

## Nevezetességei
- Szent Vid tiszteletére szentelt plébániatemploma[5] 1679-ben épült barokk stílusban. A hagyomány szerint azon a helyen ahol a mai plébániatemplom áll egy reggelen egy a Száva által idesodort Szent Vid szobrot találtak, mely egy fűzfa ágában akadt fenn. Ezt égi jelnek tartották és ezen helyen építették fel a Diocletianus császár idejében élt római vértanú tiszteletére szentelt templomot. Legendája szerint Szent Videt forró olajjal telt üstbe dobták, az ő vértanúságát ábrázolja a település mai címere is. Emléknapja június 15. a település búcsúnapja. A templom tulajdonképpen a Brdovechez tartozó Javorje falu területén áll.

- Januševec kastélya a horvát klasszicista építészet egyik kiemelkedő alkotása. A kastély a Száva völgye felett a Zaprešić-Harminca út és a marija goricai út kereszteződésében, már Prigorje Brdovečko területén áll. Tervezője feltételezhetően Bartolomej Felbinger, a 19. század egyik legnevesebb Zágráb környéki építésze volt. A kastélyt 1830 körül báró Werklein József építtette, majd 1845-ben a francia Edgar de Corberon gróf vásárolta meg. Későbbi birtokosai Dümreicher gróf, Max Mayer és Manfred Sternberg voltak. A kastélyt 1947 és 1989 között teljesen megújították és a horvát állami levéltár egy részét helyezték el benne.

- A brdoveci múzeumban a 19. és 20. század használati tárgyaiból és a vidék népének mindennapi életéből látható kiállítás. A néprajzi gyűjtemény felöleli Brdovecet és környékét, valamint Zaprešić városát is. A múzeum udvarán hagyományos 19. századi ház látható. Az épületben a környék gazdag régészeti leleteiből is látható kiállítás.[6]

- A „Laduč - Drenje” régészeti lelőhely, a település Laduč nevű részén, a vasúttól délre található. Egy római kori villagazdaság (villa rustica) maradványai találhatók itt. A lelőhelyen több építési fázisból származó falak alapjait fedezték fel, amelyek közül az észak-déli tájolású, 80 cm átmérőjű fal a legerősebb. A leletek közül a kerámiaedények töredékei szabványos alakúak és szerkezetűek. Találtak egy terra sigillata edénytöredéket, egy üvegedény szélének töredékét, egy csont hajtű egy részét, egy fibulát és egy kerámialámpa töredékeit, valamint zárakat, kulcsokat és Traianus, valamint Iulianus császárok pénzeit. A görög taur (bika) névvel vésett tál érdekes töredéke valószínűleg az adott tál tulajdonosának beceneve. A gazdasági komplexum, freskókkal díszített, reprezentatív lakórésszel rendelkezett. A jellegzetességek alapján a szakemberek az épületek korát az 1. és 4. század közötti időszakra keltezték.[7]

## Külső hivatkozások
- Brdovec község hivatalos oldala
- A Szent Vid plébánia honlapja Archiválva 2013. szeptember 8-i dátummal a Wayback Machine-ben
- A megye turisztikai egyesületének honlapja
- A Pavao Belas alapiskola honlapja